# المور (مینه‌سوتا)
المور، مینه‌سوتا (به انگلیسی: Elmore, Minnesota) یک شهر در ایالات متحده آمریکا است که در شهرستان فریبلت، مینه‌سوتا واقع شده‌است.

## خصوصیات
المور ۲٫۳۸ کیلومترمربع مساحت و ۶۶۳ نفر جمعیت دارد و ۳۴۵ متر بالاتر از سطح دریا واقع شده‌است.